# Chronologie de l'affaire des frégates de Taïwan
Ceci est la chronologie de l'affaire des frégates de Taïwan.

## Années 1990
- Janvier 1990 : Sous la pression de la Chine, le gouvernement français met son veto à un projet de vente par Thomson CSF de 6 frégates militaires de la classe La Fayette à Taiwan, pour 14 milliards de francs. Un ancien conseiller à la présidence d'Elf, Alfred Sirven, propose la médiation du groupe pétrolier, par le biais d'un homme d'affaires chinois, Edmond Kwan[1].

- Août 1991 : Paris lève son veto. Le contrat de vente prévoit la livraison de bâtiments non armés[2]. Ils seront équipés sur place par Thomson CSF.

- 28 août 1991 : Le contrat pour l'achat par Taïwan de six frégates, qui doivent être construites par l’arsenal de Lorient de la direction des constructions navales (DCN) et une filiale de Thomson CSF est signé[3]. Le montant est de 16 milliards de francs[4].

- 9 décembre 1993 : Un haut responsable des forces navales qui s'apprête à révéler le scandale financier, le capitaine de vaisseau Yin Chin-feng, est retrouvé mort dans la baie de Taïpeh[5]. Le scandale éclate à Taïwan[6].

- Août 1996 : Thomson SA est condamnée par la commission internationale d'arbitrage de Genève à payer 160 millions de francs à l'intermédiaire Edmond Kwan[7].

- 26 février 1997 : Thomson SA dépose plainte pour « tentative d'escroquerie » et se constitue partie civile[8],[9]. L'affaire est confiée au juge Eva Joly, déjà saisie du dossier Elf, et le 5 mai 1997 au juge Laurence Vichnievsky codésignée[10],[11].

- 7 mars 1997 : Est ouverte une information judiciaire contre X pour « tentative d'escroquerie » concernant l'intervention d'un « réseau Elf » dirigée par Alfred Sirven qui réclame 160 millions de francs pour son intervention supposée dans le contrat des frégates, après une plainte de Thomson CSF décidée par Alain Gomez[12].

- 7 novembre 1997 : Christine Deviers-Joncour est mise en examen et placée en détention provisoire[13]. Il est reproché à cette dernière d'avoir indûment perçu du groupe pétrolier de 1990 à 1993 environ 66 millions de francs, constitués du paiement d'une commission occulte de 59 millions de francs, de salaires de complaisance et de l'utilisation abusive d'une carte bancaire d'Elf (Affaire Dumas)[14].

- 20 novembre 1997 : L'ancien PDG d'Elf-Gabon André Tarallo est mis en examen pour « complicité d'abus de biens sociaux », notamment pour avoir signé le contrat d'embauche de Christine Deviers-Joncour[15],[16]. Le 22 novembre 1997, il révèle qu'un appartement acheté rue de Lille à Paris par Mme Deviers-Joncour en 1992 a été financé par Elf (Affaire Dumas)[17].

- 8 janvier 1998 : Christine Deviers-Joncour est mise en examen pour « complicité de tentative d'escroquerie » (Affaire Dumas)[12].

- 27 janvier 1998 : Une série de perquisitions ont lieu aux domiciles et aux bureaux de Roland Dumas, où sont saisis des documents bancaires (Affaire Dumas)[18].

- 5 février 1998 : Une nouvelle mise en examen de Christine Deviers-Joncour est prononcée pour le versement sur un compte suisse de 42 millions de francs de commissions occultes (Affaire Dumas)[12].

- Avril 1998 : Christine Deviers-Joncour est remise en liberté et placée sous contrôle judiciaire (Affaire Dumas)[19].

## Années 2000
- 1998-2001 : Cinq personnes sont mises en examen, parmi lesquelles Gilbert Miara, Christine Deviers-Joncour, Loïk Le Floch-Prigent, Alfred Sirven. Elles sont intervenues dans ce réseau Elf qui constitue l'affaire Dumas, volet latéral de l'affaire des frégates[20],[21],[12],[22],[23].

- Printemps 2001 : La justice suisse découvre que d'importantes commissions ont été versées à un homme d'affaires du nom d'Andrew Wang à l'occasion de la vente des frégates. Selon le magistrat de Genève Paul Perraudin, les sommes ont été « blanchies sous couvert de membres de sa famille et de comptes ouverts notamment en Suisse ».

- 22 juin 2001 : Une information judiciaire est ouverte à Paris pour « abus de biens sociaux et recel » et versements de commissions occultes et rétrocommissions[24].

- Octobre 2001 : Laurent Fabius, ministre des Finances, refuse de lever le secret défense[25].

- 13 février 2002 : Le juge Renaud Van Ruymbeke se rend au siège de Thales pour saisir les documents relatifs aux frégates. En vain.

- 19 juin 2002 : Francis Mer, au ministère des Finances, refuse à nouveau la levée du secret défense[26].

- 28 juin 2002 : Les deux dossiers relatifs aux frégates ainsi que ceux visant plusieurs morts inexpliquées sont joints dans une même procédure[27].

- Octobre 2003 : L'État de Taïwan se constitue partie civile au motif que la société Thomson aurait violé un point du contrat interdisant tout paiement d'intermédiaires (article 18 du contrat)[28].

- 8 décembre 2003 : Le juge suisse Paul Perraudin accepte de communiquer les résultats de son enquête sur les comptes d'Andrew Wang aux juges français. Les avocats de ce dernier procède à un recours immédiat[29].

- 15 janvier 2004 : Le rapport de synthèse transmis à la Chancellerie (Ministère de la justice) : la France risque de devoir payer près de 600 millions de dollars à l'État de Taïwan en vertu de l'article 18 du contrat qui interdit le versement de commissions occultes et prévoit des indemnités[30].

- Mai 2004 : Le Tribunal fédéral suisse se prononce en faveur de l'entraide avec la France. Le Tribunal fédéral suisse écrit ainsi à propos de pièces découvertes dans plusieurs institutions bancaires : « Thomson a fait verser (sur des comptes de M. Andrew Wang) un montant total de l'ordre de 920 millions de dollars, dont environ 520 millions proviendraient de commissions liées au contrat des frégates. Ces éléments constituent des indices suffisants de l'accusation selon laquelle M. Wang aurait joué un rôle de récipiendaire, de gestionnaire et de redistributeur des pots-de-vin versés par Thomson pour obtenir que le contrat des frégates soit conclu (...). Il apparaît que les comptes en question ont servi à des transactions que l'on peut objectivement tenir pour suspectes. ». Toutefois, la procédure est aussitôt bloquée par les avocats d'Andrew Wang, réfugié en Angleterre, qui ont saisi le chef du Département fédéral de justice et police Christophe Blocher[29].

- Septembre 2004 : Une réponse positive est donnée à une commission rogatoire du juge Renaud Van Ruymbeke afin de vérifier si les numéros de comptes susceptibles d'intéresser son enquête sur les frégates de Taïwan existaient effectivement chez Clearstream : les comptes visés par la commission rogatoire du juge existent ou ont existé[20].

- 24 juillet 2008 : le procureur de la République de Paris, Jean-Claude Marin, signe un réquisitoire aux fins de non-lieu général, adressé aux juges du pôle financier Renaud Van Ruymbeke et Xavière Siméoni[31].